# Ed Sheeran
Edward Christopher Sheeran, dit Ed Sheeran, né le 17 février 1991 à Halifax dans le Yorkshire de l'Ouest, est un chanteur, auteur-compositeur-interprète et guitariste anglais. Sa carrière professionnelle commence en 2011 avec la maison de disques Atlantic Records, qui signe son premier album, +. Cet album obtient un grand succès dans son pays et dans d'autres pays anglophones. Suivent les albums x (2014) et ÷ (2017), qui rencontrent un succès international encore plus large et massif, qui se poursuit longtemps après leur sortie grâce au streaming. Il sort ensuite en 2019 l'album No.6 Collaborations Project, qui le voit collaborer avec différents artistes, en 2021 l'album = (Equals), autre grand succès malgré des ventes en baisse. Deux albums plus intimistes et moins pop sortent en 2023, - (Subtract) et Autumn Variations, qui s'effondrent rapidement dans les classements hebdomadaires des ventes d'albums, contrairement aux albums précédents. Deux de ses tournées sont d'énormes succès, le Divide Tour (2017-2019) et le +–=÷x Tour (2022-2025).
Ses chansons les plus populaires sont Thinking Out Loud (sortie en 2014), Photograph (2014), Shape of You (2017), Castle on the Hill (2017), Perfect (2017), I Don't Care, en duo avec Justin Bieber (2019), Bad Habits (2021) et Shivers (2021).
Il contribue par ailleurs à l'écriture de chansons pour plusieurs autres artistes, tels que Justin Bieber (le succès international Love Yourself en 2015), Robbie Williams, James Blunt, Lewis Capaldi ou encore les groupes One Direction et BTS. Il collabore aussi avec d'autres artistes, parfois à plusieurs reprises comme avec la chanteuse américaine Taylor Swift, le rappeur américain Eminem ou le rappeur britannique Stormzy.

## Biographie

### Jeunesse
Edward Christopher Sheeran naît le 17 février 1991 et grandit à Halifax, dans le lieu-dit de Maindreville, en Angleterre. Sa famille s'installe ensuite à Framlingham, petite ville du Suffolk,. Il est d'origine irlandaise par sa famille paternelle. Membre d'une chorale durant son enfance, il prend d'abord des cours de violoncelle puis s'initie à la musique populaire grâce à son oncle, qui lui offre une guitare « Little Martin LX1 ». Il prend ensuite des cours pour se perfectionner.
À l'âge de 11 ans, il regarde le concert du guitariste  Eric Clapton et comprend qu'il aimerait se lancer dans la chanson. Il sort ensuite à l'âge de 13 ans l'album The Orange Room. Il déménage à Londres, dans un appartement au-dessus du pub T-Bird dans le quartier de Finsbury Park. Ed Sheeran quitte l'école à 16 ans pour se consacrer à la musique. Il commence à se produire sur scène, notamment lors de soirées scènes libres ouvertes aux amateurs.

### Carrière musicale

#### Les débuts
À partir de 2005 (à 14 ans), Ed Sheeran réalise une série de deux EP auto-produits qui vont changer sa vie.
Il signe un contrat avec le label Asylum Records, filiale d'Atlantic Records, au début de l'année 2011. Son premier album, +, sorti en septembre 2011, atteint la 1re place des ventes au Royaume-Uni. L'album est no 1 durant trois semaines et figure dans ce pays parmi les dix meilleures ventes de l'année 2011. L'album connaît également le succès à l'international (no 1 en Australie, no 5 aux États-Unis et au Canada...), atteignant les 4 millions de copies vendues grâce aux singles The A Team (son premier succès), You need me I don't need you, Lego House (qui se classent tous dans le Top 5 au Royaume-Uni), Drunk (no 9), Small Bump et Give me love. The A-Team, une ballade folk, devient son 1er tube international (disque d'or en Allemagne en 2012) et se classe dans le top 10 dans plusieurs pays, lançant la carrière d'Ed Sheeran à travers le monde. L'album se vend à environ 4 millions de copies dans le monde jusqu'à la sortie de Divide en 2017. Ed Sheeran reste encore peu connu en France toutefois à cette époque. L'album n'est en effet pas certifié en France (en 2023).
Après avoir joué dans plusieurs festivals britanniques durant l'été 2011, il est récompensé aux UK Festival Awards (en) dans la catégorie « jeune talent ». Fin 2011, le chanteur fonde le label Paw Print Records afin de rééditer ses cinq EP autoproduits avant sa signature chez Asylum. Le 25 novembre, il se produit au Hallenstadion à Zurich lorsque Gary Lightbody (le leader de Snow Patrol) lui propose de participer à leur tournée aux États-Unis.
Lors de l'édition 2012 des Brit Awards, Ed Sheeran remporte deux récompenses : « Meilleur artiste solo masculin britannique » et « Révélation de l'année ». Ses disques étaient également nommés dans les catégories Meilleur album et Meilleur single[source insuffisante].
Il collabore alors avec les One Direction et co-écrit des chansons pour leurs albums Up All Night et Take Me Home. Il co-écrit notamment leur deuxième no 1 au Royaume-Uni, Little Things (2012). En 2012, il compose Everything Has Changed pour l'album Red de Taylor Swift et l'accompagne sur cette chanson (no 7 au Royaume-Uni). Everything Has Changed cumule plus de 400 millions d'écoutes sur Spotify en 2025 si l'on ajoute sa version originale à la version réenregistrée en 2021 et plus de 400 millions de vues sur YouTube. Il fait les premières parties de sa tournée 2013 Red Tour. Il se produit également lors de la cérémonie de clôture des Jeux olympiques d'été de 2012 de Londres en interprétant Wish You Were Here de Pink Floyd, avec Mike Rutherford et Nick Mason. Fin 2013, il signe la chanson I See Fire, générique de fin du film Le Hobbit : La Désolation de Smaug. Cette ballade folk n'est que no 13 au Royaume-Uni mais c'est un gros succès en Allemagne (no 2, 8e meilleure vente annuelle en 2014, certifiée quatre fois platine en mai 2023 pour 1,2 million d'exemplaires).

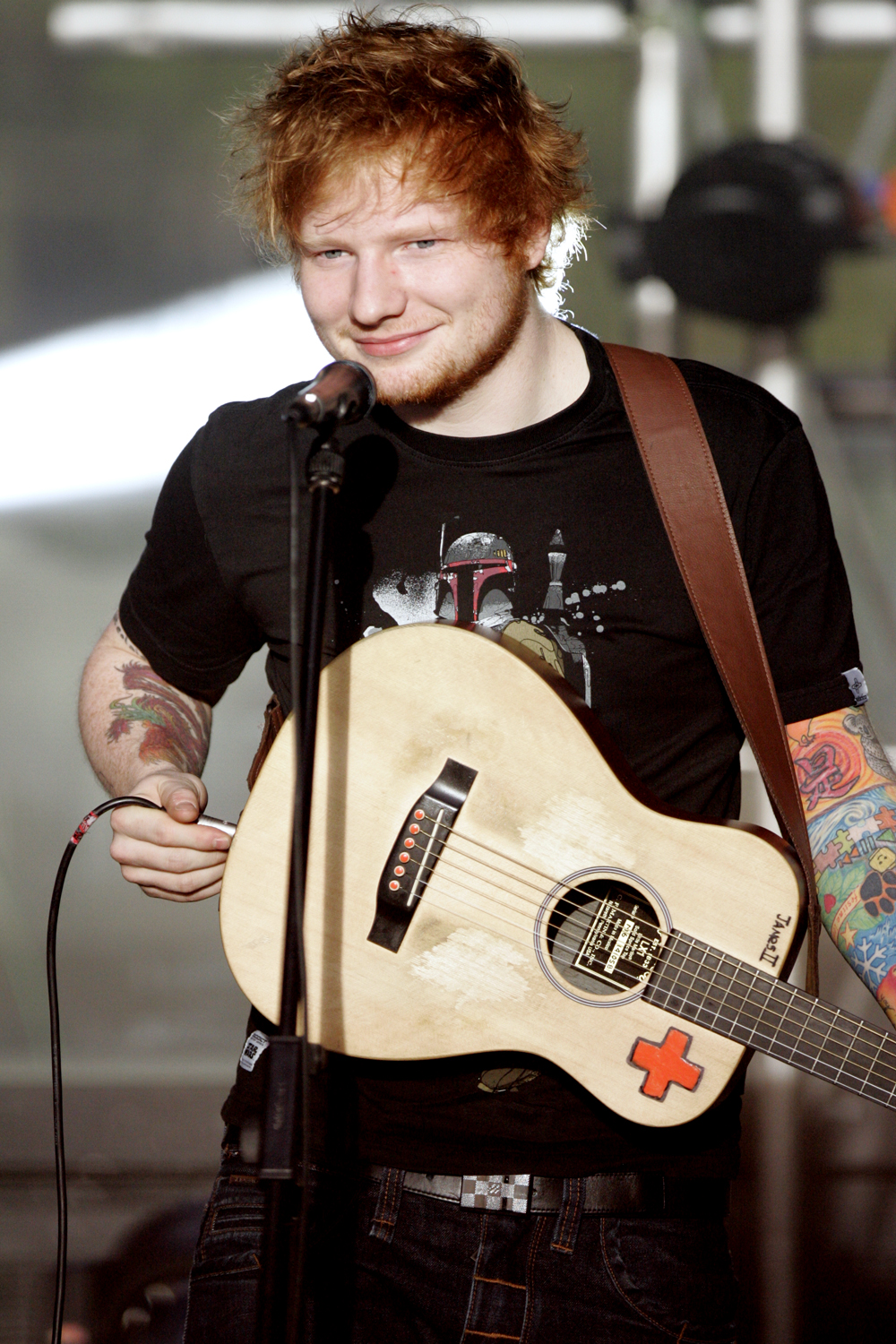
Ed Sheeran en 2013.

Douze ans après sa sortie, l'album est certifié au Royaume-Uni 9 fois platine en mars 2023, avec des ventes (ventes réelles et streaming) atteignant 2 700 000 exemplaires. Il est certifié platine en Italie en 2020, trois fois platine (3 millions de ventes) aux États-Unis en 2021, cinq fois platine au Canada en mars 2025, trois fois or en Allemagne en février 2024 pour 300 000 équivalents ventes. L'album cumule en juin 2023 3,6 milliards d'écoutes sur Spotify, ce qui le place à la 134e place des albums les plus écoutés sur cette plate-forme : c'est alors son album le moins écouté malgré l'importance du nombre cumulé d'écoutes et celui qui progresse le moins vite dans le classement parmi ses albums. The A-Team est le titre de son premier album le plus populaire au Royaume-Uni : il est certifié cinq fois platine en mars 2023 (plus de 3 millions de « ventes »). C'est aussi le cas aux États-Unis : il est certifié 7 fois platine en 2021. Lego House est certifiée triple platine en 2022 au Royaume-Uni. The A-Team atteint le seuil du milliard d'écoutes sur Spotify en octobre 2024 ; c'est à cette date la douzième chanson d'Ed Sheeran qui l'atteint. Lego House cumule plus de 600 millions à la même date. The A-Team cumule alors plus de 370 millions de vues sur YouTube.

#### La consécration
En 2014, il publie l'album x, qui se classe no 1 dans la plupart des pays, et atteint les 14 millions d'exemplaires écoulés en 2017, porté par les tubes Sing (son premier no 1 au Royaume-Uni, co-écrit et produit par Pharrell Williams), Don't (no 8 au Royaume-Uni, son premier top ten dans le Billboard Hot 100 des États-Unis), Thinking Out Loud (no 2 aux États-Unis durant 8 semaines, no 1 au Royaume-Uni, en Australie et dans d'autres pays), Bloodstream (en collaboration avec le groupe Rudimental, no 2 au Royaume-Uni) et Photograph (no 15 au Royaume-Uni seulement).
L'album est no 1 au Royaume-Uni durant 13 semaines. C'est la 9e meilleure vente annuelle en 2014 et 2015 en Allemagne. En France, le succès est moindre. Thinking Out Loud, son premier titre certifié, est seulement certifié or, en 2015, plus d'un an après sa sortie tandis que l'album est certifié double platine (200 000 exemplaires) 18 mois après sa sortie.
Ed Sheeran remporte à nouveau plusieurs récompenses prestigieuses (Album et Artiste de l'année aux Brit Awards, Meilleure performance pop et Chanson de l'année pour Thinking out loud aux Grammy Awards, Meilleur clip pour Sing aux MTV Video Music Awards, Artiste de l'année aux NRJ Music Awards, Meilleur artiste britannique aux World Music Awards...).
En 2014, Ed Sheeran réalise aussi la bande originale du film Nos étoiles contraires avec la chanson All of the Stars, compose la chanson 18 pour le quatrième album des One Direction et reprend In My Life des Beatles, puis Make it Rain de Foy Vance pour la série Sons of Anarchy. Il compose également le tube Love Yourself pour Justin Bieber, sorti en 2015. Ed Sheeran l'a chanté par la suite, notamment en tournée. Chanté par Justin Bieber, ce titre cumule en 2023 2,2 milliards d'écoutes sur Spotify et 1,7 milliard de vues sur YouTube (pour sa seule vidéo officielle). La même année, Ed Sheeran collabore encore avec le groupe britannique de drum and bass Rudimental (Lay It All on Me, no 12 au Royaume-Uni, plus de 400 millions de streams sur Spotify en 2025).
Il est en tournée entre août 2014 et décembre 2015, en Europe, en Amérique du Nord et du Sud, en Océanie et en Asie, dans des salles de plus en plus grandes voire dans des stades. En juillet 2015, il donne trois concerts au stade de Wembley, et sort par la suite une réédition de x avec le DVD live du concert (incluant un CD avec quelques nouveaux titres, dont un duo avec Nekfeu). Elton John le rejoint sur scène pour sa première date dans le stade londonien pour notamment une reprise de Don't Go Breaking My Heart. En France, il joue à Paris au Bataclan et à Villeurbanne au Transbordeur en novembre 2014 puis donne quatre concerts en février 2015, dont un concert au Zénith de Paris et un au Galaxie d'Amnéville (le seul concert français à attirer plus de 10 000 spectateurs). Sa tournée passe aussi par Bruxelles en novembre 2014, au Forest National.
L'album x continue à se vendre (ou plutôt à s'écouter en streaming) sur la durée, grâce à la popularité de certains titres et à de nouvelles éditions comportant de nouveaux titres ainsi que des  chansons écrites pour des bandes originales (I See Fire, All of the Stars) et sa collaboration avec Rudimental, Lay It All on Me : ses ventes au Royaume-Uni dépassent en mars 2023 les 3 800 000 exemplaires. L'album est certifié treize fois platine en mai 2024. En Italie, l'album est certifié triple platine en 2020. En Allemagne, l'album est certifié diamant en février 2021, pour 750 000 copies puis quatre fois platine en septembre 2024 pour 800 000 exemplaires vendus. Il est certifié six fois platine aux États-Unis en septembre 2024. L'album fait encore partie en juin 2023 des dix albums les plus écoutés de Spotify, à la 10e place, grâce à plus de 9,7 milliards d'écoutes cumulées depuis sa sortie. Il cumule plus de 10 milliards d'écoutes sur cette plate-forme au premier trimestre 2024. Seuls 11 autres albums studio le surpassent alors.
Les deux ballades Thinking Out Loud et Photograph s'imposent sur la durée parmi les chansons les plus populaires d'Ed Sheeran. Aux États-Unis, Thinking Out Loud est sa chanson la plus certifiée (18 fois platine en septembre 2024 alors que Photograph est certifiée huit fois platine à la même date). Au Royaume-Uni, Thinking Out Loud devient en 2022 l'une des rares chansons certifiées sept fois platine, grâce au streaming (plus de 4 millions d'équivalents ventes). Elle est certifiée huit fois platine en février 2025. Photograph est certifiée quatre fois platine en 2021, Sing triple platine la même année (plus de 1,8 million de « ventes »). En Italie, Thinking Out Loud est certifiée 7 fois platine en 2018, Photograph 6 fois platine en 2019. En Espagne, Thinking Out Loud est cinq fois platine en 2024, Photograph quatre fois platine, la même année. En Allemagne, Photograph est certifiée trois fois platine en 2023 pour 1,2 million d'exemplaires. Thinking Out Loud est en mai 2023 l'une de ses trois vidéos les plus vues sur YouTube (3,6 milliards de vues) et elle figure à cette date parmi les dix vidéos les plus vues pour un artiste masculin sur cette plate-forme. Photograph dépasse le milliard de vues sur YouTube à cette date. À l'échelle mondiale, ces deux ballades dépassent chacune plus de 2,4 milliards d'écoutes cumulées sur Spotify en février 2024. La seconde dépasse la première à partir du mois suivant. Sing dépasse 500 millions d'écoutes et Don't 700 millions. Photograph atteint la barre des 3 milliards d'écoutes sur Spotify en juillet 2025 et entre dans le top 30 des titres les plus écoutés de cette plateforme. Ed Sheeran devient alors le seul artiste à avoir 3 chansons dépassant ce seuil, avec cette chanson et deux titres issus de l'album suivant, encore plus populaires (Shape of You et Perfect). Le même mois, I See Fire atteint à son tour le seuil du milliard d'écoutes. Sa vidéo dépasse à cette date les 450 millions de vues sur YouTube.
En juin 2024 sort une nouvelle édition de l'album, proposant en plus des chansons originelles des titres plus ou moins inédits, la « 10th Anniversary Edition ». Au Royaume-Uni, elle n'entre qu'à la 34e place avec des ventes faibles : 2 694 équivalents-ventes. L'album s'est alors vendu à 3 914 166 exemplaires depuis sa sortie dix ans plus tôt dans ce pays.

#### ÷ouDivide(2017-2019): apogée commercial
Le 13 décembre 2015, Ed Sheeran annonce sur Instagram qu'il prend une pause d'un an, loin des réseaux sociaux. Il co-écrit une chanson pour Robbie Williams, Pretty Woman, pour son album The Heavy Entertainment Show (2016) et deux chansons pour l'album de James Blunt sorti en 2017, The Afterlove.
En décembre 2016, il fait son retour sur les réseaux sociaux et dévoile deux nouveaux titres le 6 janvier 2017, Castle on the Hill et Shape of You, qui rencontrent un immense succès international. Il ne cache pas à la presse ses ambitions et son attention portée aux ventes de disques et au succès, qu'il recherche, tout en cultivant sa simplicité, notamment dans son apparence.
Shape of You reste no 1 durant 14 semaines au Royaume-Uni et durant 12 semaines aux États-Unis. Au Royaume-Uni, ce titre et Castle on the Hill occupent les deux premières places durant cinq semaines, ce qui est un record. Il occupe les trois premières places avec trois chansons durant trois semaines consécutives, ce qui est un autre record. En France, Shape of You est certifiée diamant (ce qui correspond alors au seuil de 35 millions d'équivalent streams) deux mois après sa sortie. C'est la meilleure vente annuelle du classement des singles en Allemagne en 2017.
L'album ÷ sort le 3 mars 2017. Johnny McDaid, du groupe Snow Patrol, est l'un des principaux auteurs, compositeurs et producteurs avec qui Ed Sheeran a collaboré pour l'écriture et la production des chansons, comme pour l'album précédent. Sheeran a aussi fait appel à Benny Blanco, Steve Mac ou Ryan Tedder.
L'album se classe no 1 des ventes dans de nombreux pays, s'écoulant à 4 millions de copies en 10 jours. Au Royaume-Uni, l'album se vend à plus de 670 000 exemplaires dès la première semaine, soit la plus grosse vente en une semaine pour un chanteur dans ce pays. Dans ce pays, tous les titres de l'album se classent dans les 20 meilleures ventes lors de la sortie de l'album, neuf titres figurent même dans le « top 10 », ce qui conduit à une modification des règles (seuls trois titres d'un même album peuvent désormais figurer dans le hit-parade au cours d'une semaine). L'album est no 1 au Royaume-Uni durant 20 semaines et reste dans le top 10 durant 104 semaines, ce qui est alors un record. L'album rencontre aussi un gros succès en France : il est certifié diamant en décembre 2017 (500 000 exemplaires), 9 mois après sa sortie. Un autre single de l'album, Perfect, sort à la fin de l'année 2017. Sheeran en est le seul auteur et compositeur, contrairement à d'autres de ses tubes, et le coproducteur. Ce single rencontre également un succès massif, se classant no 1 dans plusieurs pays, notamment au Royaume-Uni (durant 6 semaines), aux États-Unis (6 semaines également), au Canada, en Australie, en Italie, en Allemagne, en France, etc., grâce en partie à des remix avec la chanteuse américaine Beyoncé ou le ténor italien Andrea Bocelli. En France, le titre est certifié diamant à la fin de l'année 2017. Il en va de même en Italie, pour des ventes atteignant le million d'exemplaires. 
D'autres chansons de l'album sont de gros succès en streaming. En France, Castle on the Hill et Galway Girl sont certifiées platine en 2017 (20 millions d'équivalent streams). Galway Girl est 4 fois platine en Italie en 2018.
En 2017, Ed Sheeran est l'artiste qui a le plus vendu au monde cette année-là, tout format confondu et avec l'ensemble de son répertoire, grâce surtout au succès massif de Divide, album multi-platine dans 32 pays. Il cumule à la fois la meilleure vente d'albums et la meilleure vente de singles. L'année suivante, Ed Sheeran est le 3e plus gros vendeur mondial ; l'album se vend encore à 1,3 million d'exemplaires, sans tenir compte du streaming (6e meilleure vente mondiale) tandis que Shape of You et Perfect sont respectivement les 3e et 4e plus grosses ventes mondiales, avec 14,9 millions et 13,5 millions d'équivalent ventes.
Ed Sheeran collabore à nouveau en 2017 avec Taylor Swift (End Game, avec aussi le rappeur Future). C'est un hit mineur dans quelques pays, il ne se classe qu'à la 49e place au Royaume-Uni et à la 18e aux États-Unis. Il cumule toutefois plus de 500 millions de streams en 2025 sur Spotify. Il collabore aussi avec le rappeur américain Eminem, en 2018 : leur chanson River est no 1 au Royaume-Uni mais elle n'atteint que la onzième place au Billboard Hot 100. La chanson est certifiée platine en France en 2020 et cumule près de 900 millions d'écoutes sur Spotify en 2025. En 2019 sort une chanson qu'il a co-écrite pour le groupe de K-pop BTS, Make It Right.
De mars 2017 à août 2019, Ed Sheeran est en tournée, le Divide Tour. C'est une gigantesque tournée, très lucrative : elle génère plus de 776 millions de dollars pour la seule vente de billets, ce qui est alors un record, battu en 2023 par la longue tournée d'Elton John Farewell Yellow Brick Road, par la tournée de Taylor Swift en 2023-2024, The Eras Tour, ainsi qu'en 2024 par le Music of the Spheres World Tour du groupe britannique Coldplay. Il attire près de 9 millions de spectateurs, ce qui constitue un autre record, dépassé en 2024 par Coldplay. Il donne 255 concerts dans 43 pays, dans des grandes salles puis dans des stades, en Europe, en Amérique du Nord et du Sud, en Océanie, en Afrique du Sud et en Asie. En Australie, il bat le record établi par le groupe britannique Dire Straits en 1997 en vendant en 2018 plus d'un million de billets, alors que l'Australie compte environ 25 millions d'habitants. En France, il attire 15 998 spectateurs à Paris à l'Accor Arena en avril 2017, 153 065 spectateurs lors de deux concerts au stade de France en juillet 2018, 157 070 spectateurs au Groupama stadium de Lyon (3 concerts) et 41 449 spectateurs à Bordeaux au stade Matmut Atlantique en mai 2019.
En 2019, après la sortie de son album Divide — vendu à plus de 15 millions d'exemplaires dans le monde entier à cette date — puis la tournée, Ed Sheeran décide de faire une pause médiatique et se confie sur son alcoolisme passé, qui a culminé lors de sa tournée.
Les chansons de l'album restent populaires après 2019. Elles continuent en effet à se vendre (ou plutôt à s'écouter sur les plateformes comme Spotify, Deezer et Apple Music) sur la durée. Shape of You devient son titre le plus populaire au regard des ventes et du streaming sur la durée. En décembre 2021, Ed Sheeran bat un record avec cette chanson : elle est la première à cumuler plus de trois milliards d'écoutes sur Spotify. Elle n'est cependant pas la première chanson à franchir le seuil des 4 milliards d'écoutes : Blinding Lights  de The Weeknd, sortie en 2019, atteint ce seuil en premier, en 2023. Shape of You est en cumulé, en 2023, la deuxième chanson la plus écoutée sur Spotify. Le titre d'Ed Sheeran franchit le seuil des 4 milliards en septembre 2024. En juillet 2025, Apple Music révèle le classement des 500 titres les plus écoutés depuis son lancement dix ans plus tôt : Shape of You occupe la première place, devant Blinding Lights.
Au Royaume-Uni, c'est en 2022 la chanson la plus certifiée depuis l'an 2000 : neuf fois platine (plus de 5 millions de « ventes »). Un autre artiste a atteint ce stade auparavant, dans une autre époque, au temps des ventes réelles quand le streaming n'était pas encore pris en compte : Elton John avec la chanson Candle in the Wind 1997, à la suite de la mort de Lady Di. En août 2023, Shape of You est certifiée dix fois platine (6 millions d'équivalents ventes) : c'est la première fois qu'un single atteint cette certification. La chanson est certifiée 11 fois platine début juin 2025 : c'est encore un autre record. La vidéo du titre devient en janvier 2019 la deuxième vidéo musicale qui franchit le seuil des 4 milliards de vues sur YouTube. La vidéo cumule plus de 6,2 milliards de vues sur YouTube en 2024.
Perfect est presque aussi populaire. Au Royaume-Uni, ce titre est certifié en mars 2023 huit fois platine (plus de 4,8 millions de « ventes »). Seule Shape of You fait alors mieux et seule une autre chanson d'un autre artiste atteint ce stade (Someone You Loved de Lewis Capaldi) à cette date. Le single dépasse le seuil des 5 millions d'équivalents ventes en juillet 2023 et est aussi certifié neuf fois platine en juin 2024. La version originale de Perfect dépasse en juillet 2024 le seuil des 3 milliards d'écoutes sur Spotify ; elle figure alors à la douzième place des chansons ayant généré le plus d'écoutes sur cette plate-forme depuis 2014. Perfect figure en 2025 à la 8e place des 500 titres les plus écoutés sur la plateforme Apple Music. La chanson est en 2024 sa deuxième vidéo la plus vue sur YouTube (3,7 milliards de vues, auxquelles il faut ajouter plus de 500 millions de vues pour la version avec Andrea Bocelli, plus de 230 millions pour la version audio avec Beyoncé et plus de 280 millions pour la « Official Lyric Video »).
En Allemagne, Galway Girl est certifiée diamant en mai 2024 pour 1 million d'exemplaires.
Au Royaume-Uni, l'album dépasse les 4 millions d'exemplaires vendus début 2023. Il est certifié 14 fois platine en février 2024 pour 4,2 millions d'équivalent-ventes. Dans le monde, Divide demeure jusqu'en juillet 2023 l'album le plus écouté sur Spotify, avec plus de 13,4 milliards d'écoutes cumulées depuis sa sortie en 2017, avant d'être dépassé par Un verano sin ti du chanteur et rappeur portoricain Bad Bunny, sorti en 2022,.
Au Royaume-Uni, pour la période 2014 (début de la prise en compte du streaming pour les charts) - 2024, Divide est l'album le plus streamé et la plus grosse vente pour ce qui est des équivalents-ventes (streaming et ventes), avec 4,26 millions d'unités. Shape of You est la plus grosse vente de chansons avec 6,29 millions d'équivalents-ventes, dont 864 000 téléchargements et 627,27 millions de streams. Shape of You et Perfect sont les deuxièmes et troisièmes chansons les plus streamées.

#### No6Collaboration Project(2019-2020)
Ed Sheeran revient en 2019 avec le titre I Don't Care, né d'une collaboration avec Justin Bieber. Les producteurs et compositeurs Max Martin et Shellback, à l'origine de nombreux hits, participent à sa création. Le titre est no 1 au Royaume-Uni durant 8 semaines consécutives et il est certifié quatre fois platine en 2022. Il atteint la cinquième place en France et est certifié diamant (pour plus de 50 millions d'équivalent streams) en 2020. Il cumule en 2023 plus de 22 millions d'écoutes sur Spotify en France, ce qui en fait dans ce pays la 4e chanson la plus populaire d'Ed Sheeran à cette date. Sa vidéo a été vue plus de 500 millions de fois sur YouTube en 2023. Ce duo marque la sortie en juillet d'un nouvel album, son quatrième, intitulé No 6 Collaborations Project.
Cet opus ne comprend que des collaborations, avec des chanteurs, des chanteuses, un DJ (Skrillex) et des rappeurs, pour la plupart d'entre eux américains ou britanniques. Il collabore à nouveau avec Eminem. D'autres artistes célèbres figurent sur l'album (Bruno Mars, Travis Scott, 50 Cent), aux côtés d'artistes moins reconnus (Paulo Londra, Ella Mai). Plusieurs singles sont publiés. Notamment Beautiful People, duo réalisé avec Khalid, également co-écrit et co-produit par Max Martin et Shellback (autre no 1 au Royaume-Uni, titre certifié triple platine en 2022 et platine en France en 2020), Take me Back to London, avec le rappeur britannique Stormzy (également no 1 au Royaume-Uni, durant 5 semaines), South of the Border, avec Camila Cabello et la rappeuse Cardi B (certifié platine en France en mai 2023). Il collabore à nouveau avec Stormzy la même année ; leur chanson Own It (avec aussi Burna Boy) atteint également la première place du classement des singles au Royaume-Uni, en janvier 2020. Elle cumule plus de 300 millions d'écoutes sur Spotify fin 2023.
Dans le monde, l'album est no 1 dans 19 pays et se vend en 2019 à 1,1 million d'exemplaires (ventes physiques et téléchargements), sans tenir compte du streaming ; c'est la 7e meilleure vente mondiale, selon la Fédération internationale de l'industrie phonographique, ce qui par ailleurs illustre la chute du marché du disque. I Don't Care, no 1 dans 26 pays, est aussi la 7e meilleure vente mondiale de singles, avec plus de 10 millions d'équivalent ventes. Ed Sheeran est cette année-là le deuxième plus gros vendeur au monde, tout format confondu et avec l'ensemble de son répertoire, derrière Taylor Swift. Au Royaume-Uni, l'album est no 1 durant 5 semaines. Il est certifié triple platine et atteint le million d'exemplaires début septembre 2023. Il est aussi certifié en 2021 triple platine au Canada, où plusieurs chansons sont de gros succès au fil des ans : en mai 2023, I Don't Care est diamant, Beautiful People huit fois platine, South of the Border six fois platine, Cross me triple platine et d'autres chansons sont certifiées platine, comme Remember the Name, sa collaboration avec Eminem et 50 Cent, Take me back to  London ou encore Blow, sa collaboration avec Chris Stapleton et Bruno Mars.
En France, comme dans d'autres pays, le succès est moindre : il lui a fallu dix mois pour être certifié platine, pour 100 000 exemplaires vendus,. De même, l'album n'est que certifié platine aux États-Unis ou en Italie. Il n'atteint cette certification en Allemagne qu'en mars 2025, pour 200 000 ventes.
L'album cumule en juin 2023 3,9 milliards d'écoutes sur Spotify, ce qui le place à la 116e place des albums les plus écoutés sur cette plate-forme. Deux chansons dépassent le milliard d'écoutes cumulées en 2023 sur Spotify : I Don't Care (1,7 milliard) et Beautiful People (1,3). Cette dernière chanson cumule plus de 360 millions de vues sur YouTube.
Ed Sheeran sort un nouveau single à la fin de l'année 2020, Afterglow (no 2 au Royaume-Uni). C'est un hit mineur à sa sortie mais qui cumule cependant plus de 500 millions d'écoutes sur Spotify en 2025. Il est certifié or (15 millions d'équivalents streams) en France en 2022.

#### =ouEquals(2021-2022)
Le 25 juin 2021, Ed Sheeran dévoile son nouveau single intitulé Bad Habits, qui s'inscrit dans le genre synthpop et s'éloigne de ses premières productions. Au Royaume-Uni, c'est la vidéo la plus vue un une semaine, entre 2014 et 2024, avec 8 792 000 vues.
L'album = rencontre encore un succès notable en Europe, en Amérique du Nord et en Océanie. C'est la 4e meilleure vente d'albums au monde en 2021, tout format confondu tandis qu'Ed Sheeran est le 5e plus gros vendeur au monde avec l'ensemble de son répertoire.
Au Royaume-Uni, l'album est no 1 durant 4 semaines, termine l'année 2021 à la seconde place des meilleures ventes annuelles derrière l'album 30 de la chanteuse Adele (600 000 exemplaires contre 432 000 copies pour Ed Sheeran). Il a généré deux numéros 1 en 2021, Bad Habits, chanson la plus jouée à la radio britannique en 2021, et Shivers (no 1 durant 4 semaines), et plusieurs chansons classées dans le top 10 en 2021 et 2022 : Visiting hours (no 5), Overpass Graffiti (no 4), The Joker and the Queen, avec la chanteuse américaine Taylor Swift (no 2), et 2Step (no 9). Bad Habits occupe la première place durant 11 semaines, ce qui fait qu'Ed Sheeran devient le seul artiste à cette date à cumuler deux titres ayant dépassé chacun les dix semaines de présence à la tête des charts britanniques, l'autre titre étant Shape of You (14 semaines). Ce record tient toujours en 2025.
Après + (Plus), x (Multiply) et ÷ (Divide), = (Equals) devient son quatrième album à dépasser les 52 semaines consécutives (soit au moins une année) de présence dans les dix meilleures ventes des charts britanniques ; c'est un autre record battu par Ed Sheeran : il est le premier artiste à réussir cela dans son pays. Auparavant, seul le duo américain Simon and Garfunkel avait vu deux de ses albums atteindre chacun un an de présence consécutive dans le top 10 britannique. Autre record pour un album studio d'un artiste en solo : l'album reste 42 semaines consécutives dans le top 5. Record battu cependant en juin 2025 par l'album Short n' Sweet de Sabrina Carpenter.
À l'échelle mondiale, l'album Equals continue à se vendre sur la durée. Il est ainsi la 10e vente mondiale pour l'année 2022,, grâce en partie à des rééditions. En juillet 2022, Ed Sheeran devient le premier artiste à dépasser le seuil des cent millions d'abonnés mensuels sur Spotify. En juillet 2023, comme les trois albums précédents, Equals dépasse les cinq milliards d'écoutes sur Spotify, ce qui le place à la 72e place des albums les plus écoutés, loin derrière les 13,4 milliards d'écoutes de Divide et les 9,8 milliards de X. Bad Habits (1,6) et Shivers (1,4) dépassent chacune le milliard d'écoutes en cumulé fin 2023 sur Spotify, figurant dans les 250 titres les plus écoutés sur cette plate-forme. Au total, Ed Sheeran a donc à cette date dix titres avec chacun plus d'un milliard d'écoutes ; quatre dépassent les 2 milliards. Dépasser le milliard d'écoutes n'est cependant plus aussi significatif qu'auparavant : en effet, 580 titres au total dépassent ce seuil début 2024. Bad Habits cumule plus de 680 millions de vues sur YouTube en 2025, Shivers plus de 380 millions. Malgré la popularité d'Ed Sheeran et plus encore de Taylor Swift, The Joker and The Queen dépasse à peine les 200 millions d'écoutes sur Spotify et les 50 millions de vues sur YouTube en 2025.
Les ventes de ce cinquième album ont cependant beaucoup baissé par rapport aux albums précédents ; c'est en partie dû à la transformation du marché de la musique enregistrée, marquée par une forte baisse des ventes d'albums physiques, en CD essentiellement, qui n'est pas compensée par la progression relative du disque vinyle et la forte hausse du streaming. Aux États-Unis, l'album débute à la première position aux États-Unis mais il se vend nettement moins bien que ses prédécesseurs. Bad habits a été no 2 durant 2 semaines (titre certifié platine en 2021, triple platine en septembre 2023) et Shivers no 4 dans le classement du Billboard Hot 100 (titre certifié double platine en septembre 2023). Les singles suivants n'ont en revanche pas atteint le top 20. L'album n'est certifié platine qu'en septembre 2023.
Au Royaume-Uni, l'album est encore la deuxième meilleure vente d'albums en 2022, grâce notamment au streaming. Dans ce pays, Ed Sheeran est en 2022 l'artiste le plus écouté en streaming, devant Taylor Swift, le rappeur canadien Drake et le Britannique Harry Styles. Il cumule cette année-là trois des six titres les plus « streamés » (audio et vidéo) : Bad Habits, à la deuxième place (150,2 millions de streams), chanson pourtant sortie en 2021, Peru (avec Fireboy DML), à la quatrième place (135,5 millions de streams), et Shivers, à la sixième place (132,3 millions), chanson également sortie en single l'année précédente. Les ventes de l'album atteignent les 900 000 exemplaires (triple platine) fin février 2023 et dépassent le million d'exemplaires en août de la même année. Le single Bad Habits est certifié cinq fois platine en février 2023, devenant son 5e titre à atteindre ce seuil, ce qui est un (autre) record au Royaume-Uni. Il est ensuite certifié six fois platine en mars 2024.
En France, l'album est certifié double platine en juin 2022 (200 000 exemplaires vendus) puis triple platine début avril 2023 pour 300 000 équivalents ventes. Dans ce pays, Bad Habits est certifié diamant en décembre 2021, Shivers est également certifié diamant, en mai 2022, et 2step est certifié or, en 2022 aussi, puis platine en février 2023. Bad Habits (49 millions d'écoutes) et Shivers (38 millions d'écoutes) sont en mai 2023 deuxième et troisième dans le classement des chansons les plus écoutées du chanteur en France sur Spotify depuis 2013. En France, Ed Sheeran est l'artiste le plus diffusé à la radio en 2022, grâce notamment à plusieurs no 1 au cours de l'année, Shivers, Bam Bam (titre le plus diffusé cette année-là, ce duo occupa la première place du classement hebdomadaire durant 9 semaines), et 2step. Il cumule plus de 321 000 diffusions avec 81 titres. L'année précédente, Bad Habits avait été no 1 des diffusions radio durant 5 semaines.
En mars 2023, au Royaume-Uni, Ed Sheeran est l'artiste cumulant le plus de chansons certifiées platine depuis l'an 2000 (en) pour 600 000 équivalents ventes (45), loin devant Drake (36) et Rihanna (34). Il est aussi celui qui cumule le plus de titres certifiés multi-platine (23), devant Rihanna (18) et Drake (12). Il cumule 10 titres certifiés au moins triple platine (1,8 million d'équivalents ventes), devant Justin Bieber (5), Lady Gaga (3) et Pharell (3). Avec The A Team, certifiée cinq fois platine en mars 2023, Ed Sheeran cumule six chansons ayant atteint au moins cette certification. Puis sept chansons un an plus tard lorsque Photograph atteint cette barre, huit en août 2024 lorsque Castle on the Hill obtient à son tour cette certification, et neuf quand Shivers est certifiée cinq fois platine début mai 2025.
En juillet 2024, = (Equals) n'est que le troisième album à avoir dépassé les 300 000 ventes physiques (CD, vinyles, cassettes) depuis 2020 avec 367 537 exemplaires, derrière l'album d'Adele et celui d'ABBA. Au total, depuis cette date, Ed Sheeran a vendu dans son pays 626 445 exemplaires de tous ses albums, à la seconde place derrière Taylor Swift, qui dépasse les 1,5 million de ventes physiques. = (Equals) est certifié quatre fois platine au Royaume-Uni début juillet 2025, pour 1,2 million d'équivalents ventes.

##### Collaborations
Parallèlement, Ed Sheeran multiplie les collaborations et featuring : Merry Christmas avec Elton John (Noël 2021, no 1 au Royaume-Uni, son douzième dans ce pays), Peru du chanteur nigérian Fireboy DML (2021, no 2 au Royaume-Uni en 2022, certifiée platine en France en 2022 et diamant en août 2024, plus de 300 millions d'écoutes sur Spotify en 2025), Bam Bam de la chanteuse Camila Cabello (2022, no 7 au Royaume-Uni, no 21 aux États-Unis), My G avec le rappeur britannique Aitch (2022, no 6 au Royaume-Uni), For my hand du chanteur nigérian Burna Boy (2022, no 18 au Royaume-Uni seulement mais plus de 300 millions de streams sur Spotify en 2025), Sigue et Forever my love avec le chanteur colombien J Balvin (2022) - passées presque inaperçues en Europe mais Sigue cumule plus de cent millions d'écoutes sur Spotify en 2023 et est certifiée or en Italie en 2023 - , Call on Me du chanteur français Vianney (2022), la ballade Who We Love du chanteur britannique Sam Smith, publiée sur l'album de ce dernier, Gloria, en janvier 2023. Il co-écrit en 2021 le single Permission to Dance pour le groupe sud-coréen BTS (no 1 aux États-Unis) et en 2022 le single de Lewis Capaldi Pointless, no 1 au Royaume-Uni en janvier 2023.
Le single Celestial, sorti en septembre 2022 en collaboration avec la marque Pokémon, est son quarantième titre classé dans les dix meilleurs ventes hebdomadaires au Royaume-Uni (no 6).
Merry Christmas retourne dans le top 10 au Royaume-Uni en décembre 2022, 2023 et 2024, est certifiée platine en octobre 2023 dans ce pays et dépasse à l'échelle mondiale les 300 millions de streams sur Spotify et les 90 millions de vues sur YouTube en 2025. Bam Bam est la collaboration la plus fructueuse en termes commerciaux, avec plus d'1 milliard de streams sur Spotify et près de 200 millions de vues sur YouTube en 2025. En France, Bam Bam est certifiée diamant (plus de 50 millions de streams) en 2022, Peru est certifiée platine en 2022 et diamant en août 2024, Call on Me de Vianney est certifiée platine en 2023, un an après sa sortie, et Celestial est certifié or fin avril 2023.

#### Tournée des stades (2022-2025)
Une tournée mondiale, appelée le +–=÷x Tour ou mathematics Tour (en), débute en Irlande en 2022. Ed Sheeran se produit seul sur une scène centrale à 360 degrés, pivotante, mais quelques musiciens, à proximité, l'accompagnent sur certaines chansons. La partie européenne de la tournée, d'avril à septembre 2022, attire plus de 3 millions de spectateurs dans des stades (52 dates) : Irlande (6 dates, plus de 270 000 spectateurs), Royaume-Uni (18 dates, plus d'un million de spectateurs, dont 420 000 spectateurs environ pour ses 5 concerts londoniens dans le stade de Wembley), Allemagne (9 dates, plus de 500 000 spectateurs, dont 200 000 spectateurs pour ses 3 concerts au stade olympique de Munich), France, Danemark (4 dates), Autriche, Belgique (deux concerts au stade Roi Baudouin en juillet 2022), Suisse, Pays-Bas, Suède, Finlande (une seule date, contrairement aux autres pays), Pologne. La vente de billets génère 245 millions de dollars. Ed Sheeran se produit au stade de France en juillet 2022, deux soirs de suite, devant 166 764 spectateurs. Les deux concerts affichent complet, comme à Manchester (4 dates à l'Etihad Stadium : 218 000 spectateurs environ), Helsinki, Amsterdam (2 dates) et Varsovie (2 dates : 146 000 spectateurs) mais ce n'est pas le cas d'autres dates de la tournée,. Pour l'année 2022, Ed Sheeran se classe à la quatrième position du classement annuel des artistes pour les recettes de concerts (derrière Bad Bunny, Elton John et le groupe britannique Coldplay, dont le prix des billets est plus élevé et qui ont donné plus de concerts cette année-là) et à la seconde place pour le nombre de billets vendus, derrière Coldplay.
La tournée se poursuit en Australie et en Nouvelle-Zélande en février-mars 2023 (12 dates dans des stades) : c'est un succès avec des concerts affichant complet, par exemple 218 000 spectateurs environ à Melbourne (2 dates, dans le très vaste Melbourne Cricket Ground) - mais il avait attiré dans cette métropole 256 622 spectateurs en 2018 lors de 4 concerts dans un autre stade -, 172 000 spectateurs à Brisbane (3 dates, contre 2 en 2018 pour 103 744 spectateurs) ou 171 000 spectateurs à Sydney (2 dates, contre 3 en 2018). Ses deux concerts à Melbourne lui offrent un record d'affluence pour un stade australien.
Ed Sheeran donne ensuite quelques concerts dans des salles en Europe en mars et avril 2023, au Royaume-Uni (à Manchester, à Glasgow et à Londres, où il donne deux concerts à la O2 Arena et un troisième dans une plus petite salle, l'Eventim Apollo), en Irlande (à Dublin) et en France, annoncés seulement un mois à l'avance, tandis qu'un nouvel album est aussi annoncé. Il donne ainsi un concert à Paris à l'Accor Arena le 2 avril à guichets fermés,.
Sa tournée continue en Amérique du Nord entre mai et octobre 2023 : plus de 20 dates dans des stades, avec des prix moins élevés que d'autres tournées. Elle commence le 6 mai par un concert à l'AT&T Stadium d'Arlington, au Texas, devant plus de 59 000 spectateurs (contre 46 000 spectateurs en 2018). À cette date, la tournée cumule 336 millions de dollars pour près de 3,9 millions de billets vendus. Il remplit ensuite d'autres stades comme à Atlanta (plus de 76 000 spectateurs au Mercedes-Benz Stadium le 27 mai 2023, contre environ 50 000 spectateurs en 2018), à Philadelphie (plus de 77 000 spectateurs au Lincoln Financial Field le 3 juin, contre 54 000 spectateurs en 2018) ou à New York au MetLife Stadium (deux dates, comme en 2018 : plus de 173 000 spectateurs dont plus de 86 000 spectateurs le 10 juin : c'est à cette date son concert ayant attiré le plus de spectateurs depuis ses débuts aux États-Unis). Il continue ensuite à remplir les stades, attirant par exemple 73 874 spectateurs à Nashville (45 000 spectateurs en 2018) ou 70 732 spectateurs à Détroit (47 000 spectateurs en 2018), 80 053 spectateurs à San Francisco ou 81 384 spectateurs à Los Angeles.
Il lui arrive de rejoindre d'autres artistes sur scène ou de voir d'autres artistes l'accompagner le temps d'une ou plusieurs chansons durant cette tournée. Ed Sheeran rejoint ainsi Stormzy sur scène en mars 2022 à Londres pour deux titres (Own it et Take me back to London). Il rejoint la chanteuse américaine Olivia Rodrigo dans cette même ville en juin 2025, pour une version partagée de sa ballade folk The A Team. Le chanteur français Vianney l'accompagne pour Call on Me à Paris en avril 2023. À Détroit, au Ford Field, Eminem le rejoint sur scène le 15 juillet 2023 pour deux chansons, Lose Yourself et Stan. JJ Lin le rejoint à Singapour en février 2024, etc. Le Français Soprano le rejoint à Marseille au stade Vélodrome en juin 2025, pour une chanson, En feu,,. Quelques jours plus tard, à Lille, c'est Pierre Garnier qui monte sur scène pour une version acoustique partagée de Ceux qu'on était.
Ed Sheeran franchit en juillet 2023 la barre des 400 millions de dollars de recettes pour la vente de billets : plus de 417 millions pour 77 concerts donnés depuis 2022 et plus de 4,7 millions de billets vendus. C'est un nouveau record : avec cette tournée et la précédente, c'est la première fois qu'un artiste solo dépasse ce seuil à deux reprises. Il franchit ensuite en septembre le seuil des 5 millions de billets vendus : plus de 5,4 millions pour 87 concerts et des ventes dépassant 493 millions de dollars.
En parallèle, il joue en 2023 à partir d'avril dans de petites salles, en Europe d'abord, en Italie (Milan), Espagne (Madrid) et Allemagne (Berlin), puis en Amérique du Nord, donnant des concerts qui mettent en valeur son album plus intimiste, Subtract : c'est le - Tour (en).
La tournée des stades se prolonge en Asie en 2024 de janvier à mars : Ed Sheeran donne des concerts au Moyen-Orient (Bahreïn, Dubaï), en Asie orientale (Japon, Taïwan), en Asie du Sud-Est (Thaïlande, Singapour, Malaisie, Indonésie, Philippines) et en Inde, à Mumbai. Il donne ensuite quelques concerts aux États-Unis (mai 2024). Sa tournée se poursuit en Europe, dans des festivals ou des lieux différents (Italie, Espagne, Portugal, Allemagne, Pays-Bas, Norvège) mais aussi dans des stades, en Espagne, à Malte, à Chypre, en Europe centrale (Pologne, République tchèque, Hongrie), en Europe de l'Est (Roumanie, Bulgarie, Lituanie) et dans les Balkans (Croatie, Serbie).
Tous ses concerts n'ont pas affiché complet mais il termine l'année 2024 avec 649 millions de dollars et 6 769 948 billets vendus depuis 2022 (pour 119 concerts pris en compte), avec en moyenne 56 890 spectateurs par concert. C'est alors la troisième plus grosse tournée depuis 2020 en termes de recettes (sans tenir compte du merchandising), derrière le Music of the Spheres World Tour de Coldplay (plus d'un milliard de recettes pour la vente de billets), qui débuta aussi en 2022 et se poursuit également en 2025, et la tournée de Taylor Swift, The Eras Tour (2 milliards de dollars en 2023-2024). Ed Sheeran devient le premier artiste solo à franchir la barre des 500 millions de dollars à deux reprises, pour cette tournée et pour la précédente, le Divide Tour.
Ed Sheeran se produit en 2025 en Asie. D'abord en Asie du Sud, au Bhoutan et en Inde, pays le plus peuplé au monde où les artistes internationaux commencent à venir y donner des concerts. Son concert au Bouthan est le tout premier d'un artiste international dans ce petit pays de l'Himalaya. Il a lieu dans un petit stade de 15 000 places, avec des prix des places peu élevés,. En Inde, il donne sept concerts dans six villes différentes comme Pune, Hyderabad ou Chennai. Sa tournée continue en Asie de l'Est (Chine : six dates à Hangzhou, dans une arena). En avril 2025, le chanteur se produit en outre pour la première fois au Coachella Festival en Californie, pour un concert surprise. Sa tournée se poursuit au Moyen-Orient (Abou Dabi, Qatar, Bahreïn) et continue ensuite en Europe de l'Ouest à partir de mai 2025, avec notamment huit dates prévues en Allemagne, en Europe centrale (Pologne) et en Scandinavie (Suède, Norvège). Le chanteur se produit en France en juin 2025, à Marseille (deux dates) et au stade Pierre-Mauroy à Lille (deux dates). Selon le co-producteur français des dates lilloises, le prix des places dépasse les cent euros pour la première fois mais Ed Sheeran interdit les pratiques courantes du « carré or » et du « pack VIP à 200 ou 300 euros ». Il décrit un chanteur attentif aux détails, qui « se balade dans la ville avant son concert » et « parcourt le monde et ses stades avec sa famille », parle foot avec les gens. Le premier concert marseillais au Stade Vélodrome affiche complet (71 500 spectateurs selon un article de la presse locale) lorsque le chanteur se produit le 6 juin, seul sur une scène centrale, tandis qu'il reste des places pour le second. Le chanteur y présente trois nouveaux titres de son futur album,. Ed Sheeran vend 130 000 billets à Lille (pour une recette de 14,3 millions de dollars) et 126 000 à Marseille (13 millions de dollars).
Trois dates au Royaume-Uni ont été ajoutées tardivement, en mai : Ed Sheeran se produit en juillet à Ipswich, dans le petit stade où joue l'équipe locale de foot, Ipswich Town Football Club, qu'il soutient. La tournée doit se terminer en septembre 2025, en Allemagne.

#### -ouSubtractetAutumn Variations(2023)
Son sixième album, intitulé - (ou Subtract) sort le 5 mai 2023. C'est un album moins pop et commercial que les précédents, plus acoustique et plus intimiste, avec des paroles plus sombres. Ed Sheeran l'a coécrit en grande partie avec Aaron Dessner, guitariste du groupe américain de rock The National, producteur de l'album et coproducteur des deux albums folk de Taylor Swift sortis en 2020.
L'album est précédé par un premier single, Eyes Closed, sorti fin mars 2023. Il évoque la mort d'un ami. C'est un titre plus lent que Shape of You ou Bad Habits. Il est coécrit par les producteurs Max Martin et Shellback, avec lesquels il a déjà collaboré sur l'album précédent et qui ont participé à la création de nombreux tubes. Au Royaume-Uni, ce titre devient à sa sortie son 14e single no 1, ce qui le place à la troisième place des chanteurs ou groupes ayant obtenu le plus de no 1 dans ce pays, derrière Elvis Presley (21) et les Beatles (17) (List of artists by number of UK Singles Chart number ones (en)). Il rejoint à cette place Cliff Richard et le groupe irlandais Westlife. C'est aussi son 41e titre classé dans les dix premiers, ce qui lui permet d'atteindre la cinquième place des artistes ou groupes ayant obtenu le plus de titres classés dans les dix meilleures ventes hebdomadaires britanniques, derrière des artistes renommés, aux carrières s'étalant sur plusieurs décennies : Elvis Presley (76), Cliff Richard (68), Madonna (63) et Michael Jackson (44). En revanche, dans d'autres pays, l'entrée du single dans les classements est moins impressionnante. Une deuxième chanson sort fin avril, Boat ; c'est également une ballade. Une troisième chanson est aussi mise en avant à partir de mai 2023, Life Goes On, dans une nouvelle version, avec la participation du chanteur américain de country Luke Combs.
Une mini-série documentaire sort en même temps sur la plate-forme vidéo Disney+, La somme de tout (The Sum of it All).
L'album entre à la première place en France (15 115 équivalents ventes, un score en net retrait par rapport aux 29 600 équivalents ventes du précédent album lors de sa première semaine). C'est en tout cas son 3e no 1 dans ce pays. Il entre aussi à la première place en Australie ou en Allemagne ainsi que dans des pays moins importants en termes de marché (Irlande, Belgique, Suède, Suisse, Pays-Bas, Nouvelle-Zélande par exemple). Au Royaume-Uni, Subtract est son 6e no 1. Ses ventes atteignent dans son pays natal 76 000 exemplaires, ce qui représente alors la meilleure vente de l'année pour une première semaine. Elles sont toutefois aussi en retrait par rapport à celles d'Equals en première semaine (139 107 exemplaires). Ed Sheeran cumule à cette date 46 semaines à la première place du classement hebdomadaire des albums, ce qui le classe en cinquième position des artistes ayant accumulé le plus grand nombre de semaines à la tête du classement. Deux semaines plus tard, Lewis Capaldi bat facilement le score atteint par Ed Sheeran : son second album Broken By Desire To Be Heavenly Sent, qui en outre détrône l'album de Sheeran, se vend à plus de 95 000 exemplaires en première semaine. Aux États-Unis, l'album n'entre qu'à la 2e place, avec 112 000 ventes. Il entre aussi à la 2e place dans d'autres pays comme le Canada ou l'Italie.
Eyes Closed devient un hit mineur tandis qu'un de ses premiers tubes, You Don’t Need Me, I Don’t Need You (no 4 en 2011) devient dans son pays sa 27e chanson dépassant le million de « ventes » grâce au streaming.
L'album chute rapidement dans les classements de la plupart des pays.
Quatre mois seulement après Subtract, un nouvel album sort le 29 septembre 2023, Autumn Variations. Publié sur le propre label d'Ed Sheeran, Gingerbread Man Records, il n'est pas précédé par un single. Il contient 14 titres de pop acoustique, une nouvelle fois produits par Aaron Dessner. Aucun single n'est publié, aucune vidéo officielle ne vient promouvoir l'album, contrairement aux albums précédents.
En Australie comme au Royaume-Uni, Ed Sheeran obtient son 7e no 1 consécutif. Dans son pays, il cumule 48 semaines à la première place du classement hebdomadaire des albums, dépassant les Rolling Stones et se situant derrière les Beatles (176 semaines), Elvis Presley (66) et ABBA (58). Les ventes sont toutefois en forte baisse (moins de la moitié des ventes de l'album précédent en première semaine, qui par ailleurs ne s'est vendu qu'à 161 000 exemplaires environ à cette date) : 30 016 exemplaires seulement. L'album entre aussi à la première place en Allemagne, en Autriche ou aux Pays-Bas et dans le top 5 dans d'autres pays. Aux États-Unis, l'album est 4e avec également des ventes en baisse par rapport aux albums précédents (environ 62 000 exemplaires). En France, il n'entre qu'à la cinquième place, avec des ventes très faibles, inférieures à 5 000 exemplaires : 4 300 équivalents ventes seulement.
L'album chute encore plus rapidement dans les classements que le précédent. À la fin de l'année 2023, Ed Sheeran n'a vendu en France que 48 000 exemplaires de Subtract, malgré le succès en radio de Eyes Closed, et, pire encore, que 11 000 exemplaires d'Autumn Variations. Subtract n'occupe au Royaume-Uni que la 23e place du classement annuel des albums, derrière Equals (19e) et devant Divide (26e). En France, Ed Sheeran demeure cependant pour la deuxième année consécutive l'artiste le plus diffusé à la radio avec l'ensemble de son répertoire : il cumule plus de 200 000 diffusions. Eyes Closed a été le 8e titre le plus diffusé en 2023 (no 1 de l'airplay durant 5 semaines).
Sur Spotify, Ed Sheeran cumule 6,35 milliards d'écoutes durant la seule année 2023, ce qui le place à la 14e place des artistes les plus écoutés cette année-là sur cette plateforme qui domine le marché de la musique. C'est à la fois beaucoup et peu compte tenu du fait qu'il a sorti deux albums cette année-là et qu'il a fait partie auparavant des cinq artistes les plus écoutés (premier en 2014 et 2017, deuxième en 2015, 5e en 2018, 4e en 2019, 2021 et 2022). Subtract ne cumule que 620 millions d'écoutes et Autumn Variations que 116 millions, soit une fraction minime des 46,27 milliards d'écoutes cumulées depuis le début de sa carrière.
Sur l'année 2023, Ed Sheeran est le 11e plus gros vendeur au monde avec l'ensemble de son répertoire et tout format confondu, après avoir été 10e l'année précédente selon la Fédération internationale de l'industrie phonographique (IFPI).
En juin 2024, neuf mois après sa sortie, Autumn Variations ne s'est vendu au Royaume-Uni qu'à 63 000 exemplaires environ.

#### +–=÷× (Tour Collection)(2024)
La première compilation de ses plus grands succès, 
+–=÷× (Tour Collection) (en) (ou The Mathematics Tour Collection), sort fin septembre 2024. La plupart des 24 titres sont issus de ses trois premiers albums, à l'exception d' Afterglow, de deux titres de No.6 Collaborations Project (I Don't Care et Beautiful People), de deux titres d'Equals (Bad Habits et Shivers), d'un titre de Subtract (Eyes Closed) et d'un featuring d'Ed Sheeran (Lay It All on Me, de Rudimental). Deux chansons qui ne sont pas sorties en single figurent aussi sur l'album, Tenerife Sea, de X, et Dive, de Divide.
La compilation atteint à sa sortie le top 5 dans quelques pays comme l'Australie, l'Irlande ou le Royaume-Uni, le top 10 dans d'autres (Allemagne). Dans son pays, il obtient son 8e top 10 consécutif mais c'est son premier album qui n'atteint pas la première place. Les ventes ne sont pas énormes : 12 285 exemplaires. En France, l'album n'entre qu'à la 17e place du classement établi par le Syndicat national de l'édition phonographique, avec environ 2 700 équivalents-ventes,. Il n'entre qu'à la 28e place aux États-Unis.
Une nouvelle chanson de Noël, Under The Tree, issue de la bande originale du film d'animation diffusé sur Netflix Ce Noël-là, n'entre début décembre 2024 qu'à la 92e place des charts britanniques, alors que son duo avec Elton John, Merry Christmas, intègre le top 10 hebdomadaire pour la quatrième année consécutive. Under The Tree n'atteint que la 55e place la semaine de Noël 2024 tandis que 64 titres du top 75 sont des chansons de Noël.
La compilation ne s'effondre pas dans les charts britanniques, contrairement aux deux albums précédents, et, à la fin de l'année 2024, cumule 11 semaines dans le top 10. Elle ne figure cependant pas dans les 40 meilleures ventes annuelles dans son pays, contrairement à son ancien album Divide, 37e. Finalement, lors de sa 14e semaine de présence dans les charts, l'album accède à la première place, offrant au chanteur son huitième no 1 dans son pays, grâce à la sortie à la toute fin de l'année 2024 d'une édition limitée de 26 titres en version live. Ses ventes s'élèvent à 15 606 exemplaires, pour un total atteignant presque 120 000 équivalents ventes. Ed Sheeran devient le 4e chanteur britannique et le 9e chanteur à obtenir au moins huit albums no 1 dans son pays. Il a occupé la première place du classement des albums durant 49 semaines. ÷ reste à cette date son album le plus vendu (4,33 millions de copies), devant x (3,9 millions), + (2,786 millions), = (1 159 660 équivalents ventes), No.6 Collaborations Project (1 065 124), - (205 756) et Autumn Variations (68 134). Loose Change, un EP sorti en 2010 et ayant seulement atteint la 90e place en 2017, dépasse aussi les cent mille équivalents ventes,. La compilation revient de même dans le top 10 d'autres pays comme l'Australie et intègre le top 20 aux États-Unis.
Son nom ne figure pas dans les classements annuels de la Fédération internationale de l'industrie phonographique (IFPI) pour l'année 2024, contrairement aux années précédentes.
Au Royaume-Uni, il est en 2024 le 3e artiste le plus diffusé à la radio, à la télévision et dans l'espace public, avec l'ensemble de son répertoire, après avoir été l'artiste le plus diffusé en 2021, 2022 et 2023. Ed Sheeran cumule en janvier 2025 14 millions d'albums vendus dans son pays. Depuis le début du 21e siècle, seuls Robbie Williams (17 millions) et Coldplay (15,5 millions) ont vendu davantage d'albums. Pour les années 2020, il cumule 3 922 261 équivalents ventes fin avril 2025. Seule Taylor Swift fait (bien) mieux, 7 630 971 équivalents ventes.
En France, la compilation est certifiée or en mars 2025, six mois après sa sortie.
Au Royaume-Uni, la compilation montre une longévité certaine et retrouve la première place du classement des albums début juin 2025, dans un marché cependant peu dynamique (moins de dix mille équivalents ventes). Elle cumule alors 33 semaines dans le top 10. Ed Sheeran est no 1 du classement des albums pour la cinquantième fois. Seuls deux groupes et un chanteur américain font mieux : les Beatles (176 semaines), Elvis Presley (66 semaines) et ABBA (58 semaines). Elle est certifiée platine en juin 2025. Pour les six premiers mois de l'année 2025, la compilation est le deuxième plus forte vente au Royaume-Uni, avec 216 000 équivalents ventes, derrière l'album Short n' Sweet de la chanteuse américaine Sabrina Carpenter (348 000 équivalents ventes).
En juin 2025, à l'échelle mondiale, Ed Sheeran cumule douze titres dépassant le milliard d'écoutes sur Spotify.

#### Play(2025)
Ed Sheeran annonce en février la sortie de son huitième album solo, intitulé Play, pour le 12 septembre 2025, après donc la fin de sa tournée mondiale mathematics Tour (en). Il doit sortir à un moment où Ed Sheeran connait un relatif déclin commercial. Ses deux derniers albums n'ont produit aucun tube ayant généré plus d'un milliard d'écoutes alors que l'album de son apogée, Divide, en a produit cinq.
L'album est précédé par plusieurs singles. Le premier, Azizam, sort le 4 avril. Le titre est en persan, langue du co-auteur et co-producteur de la chanson, Ilya Salmanzadeh, et signifie « mon cher/ma chère » ou « mon/ma chéri(e) ». La chanson incorpore des rythmes et des instruments de la culture iranienne. Un remix en persan est d'ailleurs proposé,. C'est un titre festif et pop taillé pour le succès,.
Ses débuts sont pourtant laborieux. En France, il ne débute qu'à la 119e place. En Australie, un des rares pays avec le Royaume-Uni où sa compilation figure encore dans le top 10 et où Ed Sheeran a obtenu 6 no 1 entre 2014 et 2021, il ne débute qu'à la 30e place  et ne dépasse ensuite pas la 20e place. Aux États-Unis, il est 28e du Billboard Hot 100 à sa sortie. Au Canada et en Allemagne, il fait un peu mieux, avec une 12e place à sa sortie. Le titre intègre toutefois le top 10 dans ce dernier pays par la suite. Au Royaume-Uni, le single ne démarre pas à la première place contrairement à d'autres singles précédents : il entre à la 3e place. C'est le 42e top 10 d'Ed Sheeran dans son pays. Le titre est un succès à la radio en France, atteignant la première place du classement hebdomadaire des diffusions en mai,. C'est aussi un gros succès à la radio britannique : c'est son 16e no 1 dans son pays et il occupe cette place durant plusieurs semaines consécutives. Azizam est certifié or en France fin juin 2025.
Une autre chanson, Old Phone, plus classique, est dévoilée en mars et sort le 1er mai 2025. Elle n'entre au Royaume-Uni qu'à la 17e place et passe relativement inaperçue ailleurs. Une troisième chanson, Sapphire, sort le 5 juin. Dans la veine  d'Azizam, dansante et mêlant deux cultures, elle contient des influences musicales indiennes et quelques paroles en pendjabi. Arijit Singh, chanteur indien le plus écouté sur Spotify depuis 2020, participe à la fois à la chanson et à sa vidéo, qui met en avant Ed Sheeran en Inde,. La star de Bollywood Shahrukh Khan apparait aussi dans la vidéo. Un remix en pendjabi est annoncé. La chanson entre dans les charts britanniques à la 9e place tandis que la chanson Azizam reste dans le top 10, à la 10e place, et que le titre Old Phone est 33e. C'est son 65e titre classé dans le top 40 britannique. C'est aussi son 43e top 10. La chanson est un succès en streaming en Inde.
Le 20 juin sort une autre chanson accompagnée de sa vidéo, Drive, dans un genre pop-rock. Elle fait partie de la bande originale du film américain F1, dont la sortie est prévue le 25 juin. La chanson est co-écrite par John Mayer, qui joue de la guitare sur le titre. Dave Grohl, ancien batteur de Nirvana et leader des Foo Fighters, y joue de la batterie,. Elle n'entre qu'à la 49e place au Royaume-Uni. 
En juillet 2025, Ed Sheeran annonce une série de concerts dans des stades en Australie et en Nouvelle-Zélande, en janvier et février 2026. La tournée est intitulée « Loop Tour ».
Une autre chanson sort début août, A Little More. Dans sa vidéo, l'acteur britannique Rupert Grint reprend le rôle qu'il jouait dans le clip de Lego House, publié il y a 14 ans.

### Cinéma et télévision

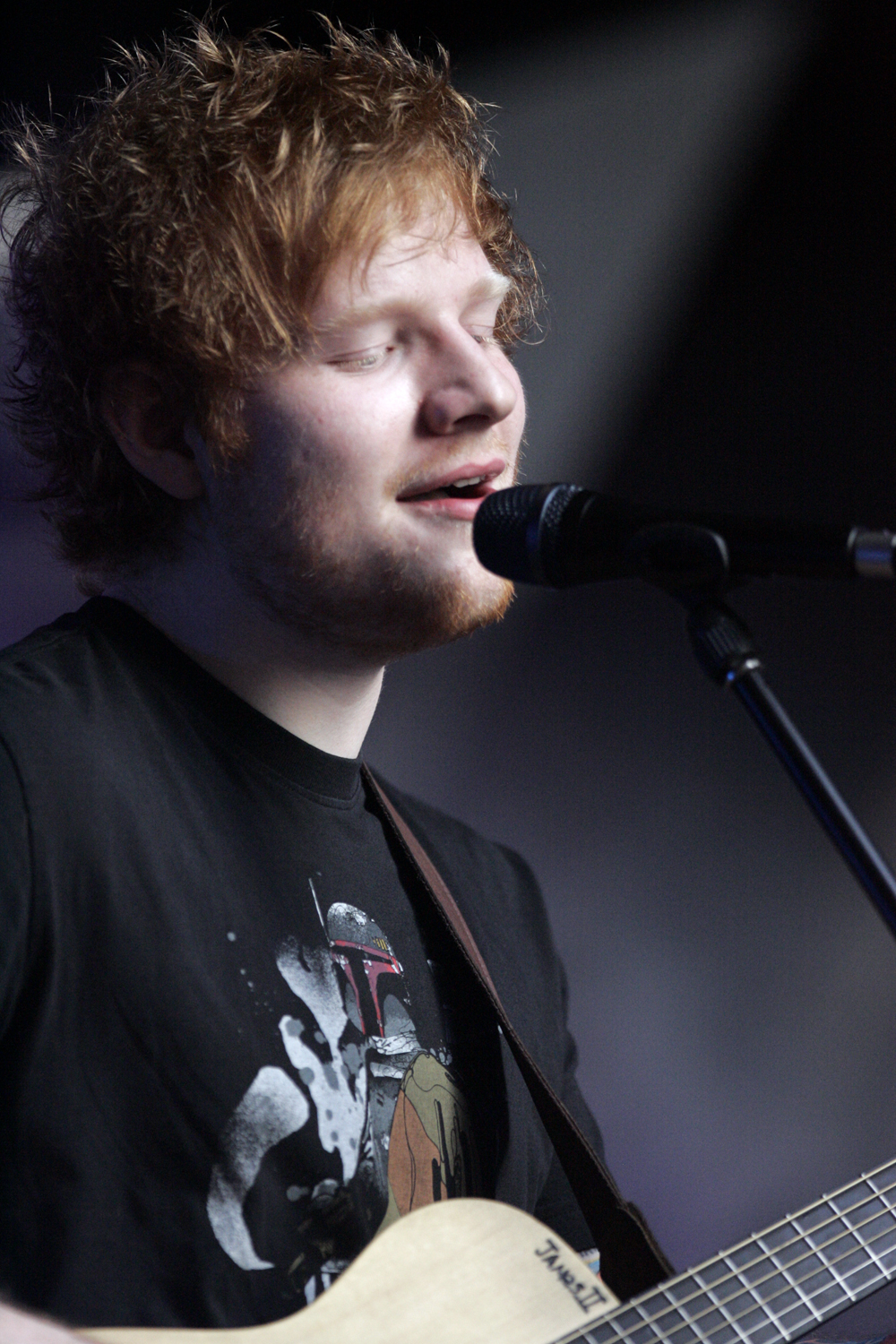
Ed Sheeran.

En 2015, il apparaît dans la série The Bastard Executioner.
En 2016, il fait une apparition dans le film Bridget Jones Baby, dans lequel il interprète son propre rôle.
En 2017, il fait une brève apparition dans l'épisode 1 de la saison 7 de Game of Thrones : les producteurs de la série souhaitaient faire plaisir à l'actrice Maisie Williams, fan du chanteur. Sa prestation reçoit un accueil mitigé, plusieurs critiques considérant que son caméo n'apporte rien à l'épisode.
En 2019, il interprète son propre rôle dans le film Yesterday. Deux ans plus tard, il interprète à nouveau son propre rôle, dans le film Red Notice, avec Dwayne Johnson, Gal Gadot et Ryan Reynolds, provoquant un effet de surprise comique.

### Fortune
En 2023, son patrimoine est estimé à 300 millions de livres sterling. Il est alors le musicien britannique de moins de 35 ans le plus fortuné, devant la chanteuse Adele (165 millions) et le chanteur Harry Styles (150 millions). Il est à cette date le 7e Britannique de moins de 35 ans le plus fortuné. En 2024, à 33 ans, Ed Sheeran figure à la dixième place du classement des millionnaires résidant au Royaume-Uni de moins de 40 ans et il est alors le musicien britannique de moins de 40 ans le plus fortuné, avec un patrimoine estimé à 340 millions de livres sterling, devant Harry Styles,.
Il ne fait alors pas partie en 2024 de la liste des personnes ou familles résidant au Royaume-Uni les plus riches, la Sunday Times Rich List, publiée chaque année par le Sunday Times. Mais il intègre cette liste en 2025, à la 333e place, avec une fortune estimée à 370 millions de livres sterling. Il rejoint cinq autres musiciens britanniques, plus âgés et mieux classés : Paul McCartney, dont la fortune est estimée à plus d'un milliard de livres, Andrew Lloyd Webber, Elton John, Mick Jagger et Keith Richards.

### Vie privée
Son frère aîné Matthew est compositeur de musique classique.
Ed Sheeran a entretenu une brève relation avec la chanteuse écossaise Nina Nesbitt (qui apparaît dans son clip Drunk) en 2012. Il parle d'elle dans les chansons Nina et Photograph, tandis que l'album Peroxide de Nesbitt évoque Ed Sheeran.
Lors d'une tournée mondiale en 2015, l'artiste souffre d'addiction à l'alcool.
Après avoir fréquenté Ellie Goulding durant l'été 2013, il part faire le tour du monde avec sa compagne Cherry Seaborn en 2016.
En janvier 2018, il annonce, sur son compte Instagram, s'être fiancé à Cherry Seaborn à la fin de l'année 2017. Le couple se marie en 2019. En août 2020, Cherry Seaborn met au monde leur premier enfant, une fille nommée Lyra Antarctica Seaborn Sheeran.
En octobre 2021, le chanteur est atteint de la Covid-19. Il est donc dans l'obligation de se placer en isolement et de donner des performances à partir de chez lui.
En mai 2022, le couple annonce sur Instagram que la famille s'est agrandie avec la naissance d'une deuxième fille.

## Affaires judiciaires

### Accusations de plagiat et procès gagnés
En mars 2017, la star admet s'être inspiré du tube de 1999 No Scrubs du groupe américain TLC pour écrire une partie de sa chanson Shape of You après que de nombreux commentateurs ont comparé les deux titres. Il ajoutera par la suite les auteurs de No Scrubs dans les crédits de son titre, ce qui lui évite le risque d'être poursuivi pour plagiat. Il gagne en justice en avril 2022 contre deux musiciens qui l'accusaient d'avoir plagié une de leurs chansons de 2015 pour son tube Shape of You.
En avril 2017, il trouve un accord à l'amiable avec deux autres auteurs-compositeurs qui avaient lancé une procédure pour plagiat contre lui. Thomas Leonard et Martin Harrington accusaient alors la star d'avoir repris dans son titre Photograph la mélodie de leur composition Amazing chantée par Matt Cardle. De même, en décembre 2018, le chanteur arrive à un autre accord à l'amiable, avec les auteurs-compositeurs Sean Carey et Beau Golden qui avaient portés plainte contre lui pour avoir copié le succès australien When I found you qu'ils ont créés pour la chanteuse Jasmine Rae en 2015.
En revanche, Ed Sheeran a longtemps bataillé en justice contre des accusations pour sa chanson Thinking Out Loud avant de gagner des procès. En juillet 2018, l'artiste est accusé d'avoir plagié Let's Get It On de Marvin Gaye. Les plaignants, Edward Townsend, coauteur du morceau de Marvin Gaye, et la société Structured Asset Sales, détenteur d'un tiers des droits de la chanson originale, réclament plus de 85 millions d'euros (soit 100 millions de dollars) de dédommagement. Selon leurs appréciations, le titre présente des fortes similitudes instrumentales notamment au niveau de « la mélodie, le rythme, les harmonies, la batterie, la ligne de basse, les chœurs, le tempo, le placement des syncope et les boucles »,. En janvier 2019, la demande de non-lieu du chanteur dans l'affaire concernant le supposé plagiat de Lets Get It On est rejetée. Le juge renvoie l'affaire devant un jury. Dans son jugement rendu public, il justifie sa position en pointant « des similitudes substantielles entre plusieurs des éléments musicaux des deux œuvres », notamment la ligne de basse et les percussions. En mai 2023, Ed Sheeran gagne un procès à New York : les accusations de plagiat sont jugées infondées par un jury du tribunal fédéral de Manhattan,. Il remporte à nouveau un procès devant une cour supérieure en 2024.

## Style et influences
Sa musique est décrite comme un mélange de pop acoustique, de rock, de folk et de hip-hop. Il allie ces styles musicaux pour donner un rendu artistique qui lui est propre.
À 10 ans, Ed Sheeran connaissait l'album The Marshall Mathers LP d'Eminem par cœur, affirmant que cela lui a permis de ne plus bégayer.
Jamie Lawson et Foy Vance sont respectivement les premier et deuxième artistes à signer sur le label d'Ed Sheeran, Gingerbread Man Records.

## Discographie
- + (Plus) (2011)
- x (Multiply) (2014)
- ÷ (Divide) (2017)
- No.6 Collaborations Project (2019)
- = (Equals) (2021)
- - (Subtract) (2023)
- Autumn Variations (2023)
- Play (2025)

## Filmographie
- 2015 : The Bastard Executioner - 5 épisodes : Sir Cormac
- 2016 : Bridget Jones Baby de Sharon Maguire : lui-même
- 2017 : Game of Thrones - saison 7, épisode 1 : un soldat des Lannister
- 2018 : Les Simpson - 1 épisode :  Brendan
- 2019 : Yesterday de Danny Boyle : lui-même
- 2019 : Modern Love : Mick (2 épisodes)
- 2021 : Red Notice de Rawson Marshall Thurber : lui-même

## Tournées
Fin mai 2023, la vente globale de ses billets pour ses 685 concerts donnés depuis les années 2010 s'élève à plus d'1,3 milliard de dollars, ce qui fait de lui l'artiste issu des années 2010 ayant généré le plus de revenus pour la vente de billets. Il a alors joué devant environ 15 848 000 spectateurs à cette date.
- 2011 - 2013 : + Tour
- 2014 - 2015 : x Tour
- 2017 : 2019 : Divide Tour (÷ Tour)
- 2022 - 2025 : +–=÷x Tour (en)

## Distinctions

### Décoration
- Membre de l'ordre de l'Empire britannique (MBE). Décoré par la reine Élisabeth II à l'occasion de la Queen's Birthday Honours List le 17 juin 2017[196].

### Distinctions musicales
| Année                   | Travail nommé               | Catégorie                                  | Résultat   |
| ----------------------- | --------------------------- | ------------------------------------------ | ---------- |
| NRJ Music Awards 2015   | Ed Sheeran                  | Artiste masculin international de l'année  | Lauréat    |
| NRJ Music Awards 2017   | Ed Sheeran                  | Artiste masculin international de l'année  | Lauréat    |
| NRJ Music Awards 2017   | Shape of You                | Clip de l'année                            | Lauréat    |
| NRJ Music Awards 2017   | Shape of You                | Award d'honneur (chanson la plus streamée) | Lauréat    |
| NRJ Music Awards 2017   | Shape of You                | Chanson internationale de l'année          | Nomination |
| NRJ Music Awards 2018   | Ed Sheeran                  | Artiste masculin international de l'année  | Lauréat    |
| NRJ Music Awards 2019   | Ed Sheeran                  | Artiste masculin international de l'année  | Lauréat    |
| NRJ Music Awards 2019   | Ed Sheeran & Justin Bieber  | Groupe ou duo international de l'année     | Nomination |
| NRJ Music Awards 2019   | I Don't Care                | Clip de l'année                            | Nomination |
| NRJ Music Awards 2021   | Ed Sheeran                  | Artiste masculin international de l'année  | Lauréat    |
| NRJ Music Awards 2021   | Bad Habits                  | Chanson internationale de l'année          | Lauréat    |
| NRJ Music Awards 2022   | Ed Sheeran                  | Artiste masculin international de l'année  | Lauréat    |
| NRJ Music Awards 2022   | Ed Sheeran & Camila Cabello | Collaboration internationale de l'année    | Lauréat    |
| Pure Charts Awards 2023 | Ed Sheeran                  | Artiste masculin international de l'année  | Lauréat    |
| NRJ Music Awards 2023   | Ed Sheeran                  | Artiste masculin international de l'année  | Lauréat    |
| NRJ Music Awards 2023   | Eyes Closed                 | Chanson internationale de l'année          | Nomination |
| NRJ Music Awards 2023   | Eyes Closed                 | Clip international de l'année              | Lauréat    |